# Yuli (película)
Yuli es una película española del año 2018, dirigida por Icíar Bollaín escrita por Paul Laverty y protagonizada por Carlos Acosta, Santiago Alfonso, Keyvin Martínez y Edison Manuel Olvera.

## Argumento
Yuli es el apodo de Carlos Acosta. Su padre Pedro le llama así porque le considera el hijo de Ogún, un dios africano, un luchador. Sin embargo, desde pequeño, Yuli siempre ha huido de cualquier tipo de disciplina y educación. Las calles de una Habana empobrecida y abandonada son su aula particular. Su padre en cambio no piensa lo mismo, sabe que su hijo tiene un talento natural para la danza y por eso le obliga a asistir a la Escuela Nacional de Arte en Cuba. Pese a sus repetidas escapadas y su indisciplina inicial, Yuli acaba siendo cautivado por el mundo del baile, y así, desde pequeño comenzará a forjar su leyenda, llegando a ser el primer bailarín negro que logrará interpretar algunos de los papeles más famosos del ballet, originalmente escritos para blancos, en compañías como el Houston Ballet o Royal Ballet de Londres.

## Premios y nominaciones
XXXIII edición de los Premios Goya
| Categoría              | Nominados                                      | Resultado |
| ---------------------- | ---------------------------------------------- | --------- |
| Mejor actor revelación | Carlos Acosta                                  | Nominado  |
| Mejor Sonido           | Eva Valiño, Pelayo Gutiérrez y Alberto Ovejero | Nominado  |
| Mejor música original  | Alberto Iglesias                               | Nominado  |
| Mejor guion original   | Paul Laverty                                   | Nominado  |
| Mejor actor secundario | Olvera                                         | Nominado  |

74.ª edición de las Medallas del Círculo de Escritores Cinematográficos
| Categoría            | Nominados        | Resultado |
| -------------------- | ---------------- | --------- |
| Actor revelación     | Carlos Acosta    | Nominado  |
| Mejor guion adaptado | Paul Laverty     | Nominado  |
| Mejor fotografía     | Álex Catalán     | Nominado  |
| Mejor música         | Alberto Iglesias | Nominado  |

#### Premios Platino
| Categoría             | Nominados        | Resultado |
| --------------------- | ---------------- | --------- |
| Mejor Música Original | Alberto Iglesias | Pendiente |

## Reparto
| Actor/Actriz                | Personaje                 |
| --------------------------- | ------------------------- |
| Carlos Acosta               | Carlos Acosta             |
| Santiago Alfonso            | Pedro Acosta              |
| Keyvin Martínez             | Carlos Acosta (joven)     |
| Edlison Manuel Olbera Núñez | Carlos Acosta (niño)      |
| Laura De la Uz              | Maestra Chery             |
| Yerlín Pérez                | María                     |
| Mario Elias                 | Mario                     |
| Andrea Doimeadiós           | Berta                     |
| Cesar Domínguez             | Opito                     |
| Yailene Sierra              | Profesora 1               |
| Héctor Noas                 | Guía                      |
| Carlos Enrique Almirante    | Enrique                   |
| Betiza Bistmark Calderón    | Marilín                   |
| Tamara Rojo                 | Julieta (archive footage) |